# アバディーン・テリア
アバディーン・テリア（英：Aberdeen Terrier）は、イギリスのスコットランド北東部原産のテリア犬種である。同国原産のスコティッシュ・テリアと同一視されることがあるが、独自の特徴があった。アバディーンシャー・テリア（Aberdeenshire Terrier）とも呼ばれる。
スコットランドのアバディーンでヴァン・ベスト博士が交配をくり返してこの犬種を作った。本来はネズミなどの害獣駆除のために作られたが、1877年にはドッグショーにデビューしショードッグとしての愛好家もうまれた。しかしスコティッシュ・テリアの人気に敗れ、後に絶滅した。
スコティッシュ・テリアよりも体長が長く、短足であった。また、被毛も不均一であると批判された。耳は立ち耳であったという。性格は無鉄砲だが頑丈で、悪天候でも懸命に仕事をすると支持者らが書き残している。スコティッシュ・テリアの支持者からは「臆病者」などと批判されたが事実ではなかった。